# Dischidia torricellensis
Dischidia torricellensis là một loài thực vật có hoa trong họ La bố ma. Loài này được (Schltr.) P.I.Forst. mô tả khoa học đầu tiên năm 1990.